# John Feldmann
John William Feldmann, född 1967, är sångare och gitarrist i bandet Goldfinger och Electric Love Hogs.
John Feldman är även en produktiv låtskrivare och producent. Han har arbetat med band som The Used, Mest, Showoff, The Cab, The Veronicas, Good Charlotte, Story of the Year, Ashlee Simpson, ONE OK ROCK, Hilary Duff, The Matches, Atreyu, City Sleeps, Anthony Green, Beat Union, Cute Is What We Aim For, Escape the Fate, After Midnight Project, Foxy Shazam, All Time Low, Allstar Weekend, Panic! at the Disco, Boys Like Girls, Plain White T's, 5 Seconds of Summer, Blink-182, Black Veil Brides, Andy Black, Sleeping with Sirens och Stick to Your Guns.
Han är vegan, och är känd för sina anti-Bush-kommentarer under livespelningar.

## Diskografi (urval)
Studioalbum med Goldfinger
- Goldfinger (1996)
- Hang-Ups (1997)
- Stomping Ground (2000)
- Open Your Eyes (2002)
- Disconnection Notice (2005)
- Hello Destiny... (2008)
- The Knife (2017)

Livealbum med Goldfinger
- Darrin's Coconut Ass: Live from Omaha (1999)
- Foot in Mouth (2001)
- Live at the House of Blues (2004)